# 霍蒂姆利亞河
霍蒂姆利亞河（烏克蘭語：Хотімля），是烏克蘭的河流，位於該國東部，流經哈爾科夫州，發源自普里科洛特內，最終注入克瓦尔齐特内，河道全長38公里，流域面積341平方公里。